# سراسربین
ساختار سراسربین (به انگلیسی: Panopticon) در واقع گونه ویژه‌ای از معماری بود که اواخر سده هجدهم توسط فیلسوف فایده‌گرای انگلیسی جرمی بنتام طراحی شد تا به زندان‌بان‌ها اجازه دهد که تمامی زندانی‌ها را زیر نظارت خود داشته باشد بدون این‌که آن‌ها بتوانند مطمئن شوند که در کدام لحظه تحت نظارت‌اند.

این طرح شاملِ دو استوانهٔ هم‌مرکز بود که استوانهٔ درونی ویژه زندانبان‌ها و استوانهٔ بیرونی برای سلول‌ها در نظر گرفته شده بود. دیوارهٔ داخلیِ استوانهٔ بیرونی تنها با میله‌های فلزی طراحی شده بود٬ به‌طوری که تمامیِ سلول از سوی زندان‌بان قابلِ رویت باشد. از طرفی استوانهٔ درونی با شمار زیادی حفره (ساختاری شبیه برج‌های کفترخانهٔ سنتیِ ایرانی) ساخته می‌شد٬ به نحوی که زندانی به هیچ وجه نمی‌تواند متوجه شود که زندان‌بان در هرلحظه از کدام حفره در حال زیر نظر گرفتن کدام‌یک از زندانی هاست. 

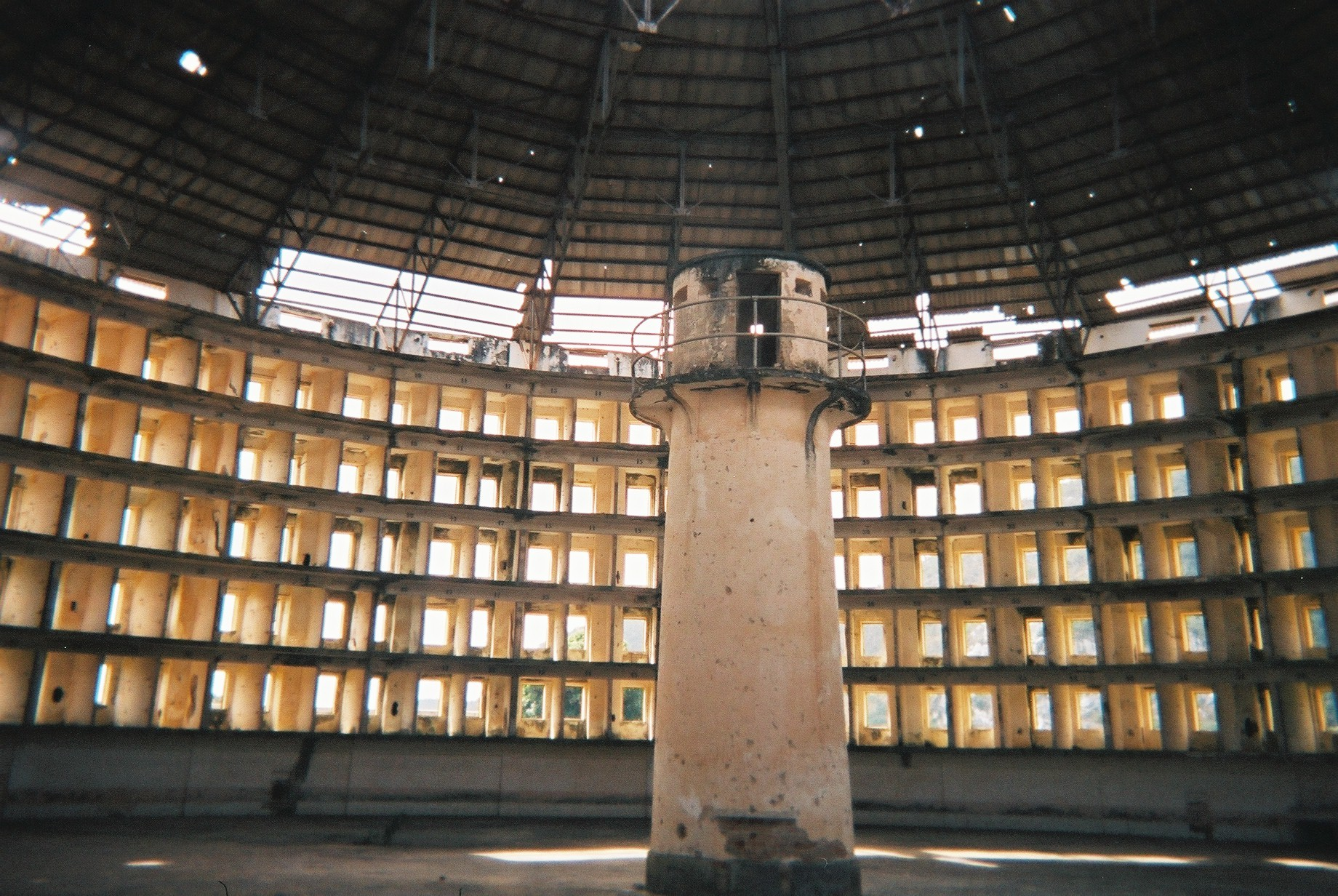
درون یکی از ساختمان‌های زندان در پرزیدو مودلو، جزیره دلا خونتود، کوبا.

در طرح‌های اصلاح شده راهروهای استوانه داخلی به شیوه‌ای مازمانند طراحی شدند که با پژواک صدای مکرر شانسِ اطلاع یافتنِ زندانیان از محلِ زندان‌بان به کمکِ صدای پایش را بگیرند. هرچند این ایده قابل اجرا در بیمارستان‌ها٬ سربازخانه‌ها٬ بیمارستان‌های روانی و مدارس نیز بود٬ بنتام بر استفادهٔ آن در زندان‌ها تاکید داشت. چرا که به وسیلهٔ آن می‌شد با استفاده از تعدادِ کمی زندان‌بان زندانیانِ زیادی را کنترل کرد و از هزینهٔ نگهداریِ آنان برای جامعه کاست است.

## ساختار سراسربین در دنیای امروزی
جدا از زندان‌ها و کارخانه‌های بسیاری که در جای جای جهان با این ساختار ساخته و مدیریت شدند(لیستِ زندان‌های سراسربین)؛ نظام‌های تمامیت‌خواه نیز از این ایده استفاده کردند تا قدرت نظارتی خود را به افراد بباورانند. میشل فوکو یکی از اندیش‌مندان معاصر بود که تلاش فراوانی برای شناساندن سازوکارهای مدرن دستگاه‌های قدرت برای اعمال توهم سراسربین داشت. استفاده از دوربین‌های نظارتی به بهانهٔ کنترل ترافیک در سطح معابر یکی از معروف‌ترین شیوه‌های امروزی اعمال ساختار سراسربین است.
1. 1 2  en:Pan_Opticon